# Блаунтсвілл (Алабама)
Блаунтсвілл (англ. Blountsville) — місто (англ. town) у США, в окрузі Блаунт штату Алабама. Населення — 1826 осіб (2020).

## Географія
Блаунтсвілл розташований за координатами 34°4′32″ пн. ш. 86°35′1″ зх. д. / 34.07556° пн. ш. 86.58361° зх. д. (34.075678, -86.583679).  За даними Бюро перепису населення США в 2010 році місто мало площу 14,21 км², з яких 14,03 км² — суходіл та 0,18 км² — водойми.

## Демографія
Згідно з переписом 2010 року, у місті мешкали 1684 особи в 654 домогосподарствах у складі 439 родин. Густота населення становила 118 осіб/км².  Було 791 помешкання (56/км²).
Расовий склад населення:
| - 87,3 % — білих - 1,0 % — корінних американців - 0,9 % — вихідців з тихоокеанських островів - 0,7 % — чорних або афроамериканців - 0,4 % — азіатів - 8,8 % — осіб інших рас |

До двох чи більше рас належало 1,0 %. Частка іспаномовних становила 15,3 % від усіх жителів.
За віковим діапазоном населення розподілялося таким чином: 25,8 % — особи молодші 18 років, 59,5 % — особи у віці 18—64 років, 14,7 % — особи у віці 65 років та старші. Медіана віку мешканця становила 37,6 року. На 100 осіб жіночої статі у місті припадало 94,5 чоловіків;  на 100 жінок у віці від 18 років та старших — 91,9 чоловіків також старших 18 років.
Середній дохід на одне домашнє господарство  становив 43 768 доларів США (медіана — 30 152), а середній дохід на одну сім'ю — 49 581 долар (медіана — 33 063). Медіана доходів становила 31 815 доларів для чоловіків та 31 439 доларів для жінок. За межею бідності перебувало 41,2 % осіб, у тому числі 67,5 % дітей у віці до 18 років та 23,7 % осіб у віці 65 років та старших.
Цивільне працевлаштоване населення становило 570 осіб. Основні галузі зайнятості: виробництво — 25,4 %, освіта, охорона здоров'я та соціальна допомога — 17,9 %, роздрібна торгівля — 15,1 %.